# Катастрофа DC-8 в Джидде
Катастрофа DC-8 в Джидде — крупная авиационная катастрофа, произошедшая в четверг 11 июля 1991 года в Джидде (Саудовская Аравия). Авиалайнер Douglas DC-8-61 авиакомпании Nigeria Airways выполнял чартерный рейс WT2120 (позывной — Nigerian 2120) по маршруту Джидда—Сокото; он вёз паломников, возвращавшихся в Нигерию после хаджа в Мекке. Примерно через 1 минуту после вылета из аэропорта Джидды на борту самолёта начался пожар, пилоты предприняли попытку вернуться обратно в Джидду, но на подходе к аэропорту объятый огнём лайнер рухнул на землю в 2,8 километрах от взлётной полосы. Погибли все находившиеся на его борту 261 человек — 247 пассажиров и 14 членов экипажа.
На 2024 год это крупнейшая авиакатастрофа в истории авиалайнера Douglas DC-8 и в истории гражданской авиации Канады (самолёт и экипаж принадлежали канадской авиакомпании Nationair).

## Самолёт
Douglas DC-8-61 (регистрационный номер C-GMXQ, заводской 45982, серийный 345) был выпущен фирмой «McDonnell Douglas» и свой первый полёт совершил 12 февраля 1968 года. Оснащён четырьмя турбовентиляторными двигателями Pratt & Whitney JT3D-3B (Q). Изначально эксплуатировался авиакомпаниями:
- Eastern Air Lines — с 29 марта 1968 года по 19 марта 1970 года (борт N8769),
- Japan Air Lines (JAL) — с 19 марта 1970 года по 17 января 1984 года (борт JA8057),
- Capitol Air — с 17 января по 4 декабря 1984 года (борт N4582N).

4 декабря 1984 года был куплен авиакомпанией Nationair, в которой получил бортовой номер C-GMXQ. От Nationair лайнер периодически кратковременно сдавался в лизинг авиакомпаниям:
- Air Algérie — c 20 июня 1985 года по 20 февраля 1986 года,
- Icelandair — с 20 февраля по 26 сентября 1986 года,
- Sudan Airways — 1988 год,
- Hispania Lineas Aereas — с 3 июня по 6 июля 1988 года,
- Air Jamaica — 1989 год[1][2][3].

В июле 1991 года у Nationair в мокрый лизинг его взяла авиакомпания Nigeria Airways (это означало, что Nationair обеспечивала перевозки самолётом, экипажем, техническим персоналом и страховкой, а номер рейса и покрытие расходов на авиатопливо, ремонт и сборы аэропортов относились к Nigeria Airways). 3 июля борт C-GMXQ с дозаправкой в Афинах прибыл в Джидду и с 4 июля начал выполнять чартерные рейсы из Джидды в африканские страны (Гана, Гвинея и Нигерия), перевозя мусульманских паломников, возвращавшихся домой после хаджа.
Всего на день катастрофы 23-летний авиалайнер совершил 30 173 цикла «взлёт-посадка» и налетал 49 318 часов.

## Экипаж и пассажиры
Самолётом управлял опытный экипаж, состав которого был таким:
- Командир воздушного судна (КВС) — 47-летний Уильям Аллан (англ. William Allan). Очень опытный пилот, проходил службу в ВВС Канады. Налетал свыше 10 700 часов, свыше 1000 из них на Douglas DC-8.
- Второй пилот — 36-летний Кент Дэвидж (англ. Kent Davidge). Опытный пилот, налетал свыше 8000 часов, свыше 550 из них на Douglas DC-8.
- Бортинженер — 46-летний Виктор Фер (англ. Victor Fehr). Налетал свыше 7500 часов, свыше 1000 из них на Douglas DC-8.

В салоне самолёта работали 11 бортпроводников.
| Гражданство | Пассажиры | Экипаж | Всего |
| ----------- | --------- | ------ | ----- |
| Нигерия     | 245       | 0      | 245   |
| Канада      | 2         | 14     | 16    |
| Всего       | 247       | 14     | 261   |

Также на борту самолёта (в качестве служебных пассажиров) находились два сотрудника авиакомпании Nationair — главный авиамеханик Жан-Поль Филлипе (фр. Jean-Paul Phillipe) и менеджер Альдо Теттаманти (англ. Aldo Tettamanti).

## Хронология событий
Экипаж прибыл в аэропорт Джидды из отеля в 05:00 утра и стал готовиться к вылету. Этот день выдался довольно жарким, и к 08:00 температура воздуха составляла около 30°С, а температура нагретого солнцем бетонного покрытия аэродрома — и того выше. Около 08:00 утра рейсу WT2120 было дано разрешение на движение к ВПП № 34L. После получения разрешения на взлёт в 08:27:58 экипаж отпустил тормоза и самолёт под управлением второго пилота начал разгоняться по ВПП. Примерно через 15 секунд (08:28:13), когда скорость была около 93 км/ч, все в кабине услышали хлопок с левой стороны. Второй пилот доложил командиру, что лопнула одна из шин тележки шасси; в ответ КВС спросил, не задействованы ли случайно тормоза, на что получил отрицательный ответ. Так как по показаниям приборов не было никаких неисправностей, а скорость составляла более 148 км/ч, то командир промолчал, приняв решение не прерывать взлёт. В 08:28:26 скорость достигла 166,7 км/ч. В 08:28:43 КВС доложил о достижении V1 (скорость принятия решения о прекращении или продолжении взлёта), а через 2 секунды все услышали прерывистый шум, заметно отличавшийся от ранее услышанного, и самолёт начал вибрировать. Бортинженер (по другим данным — второй пилот) его прокомментировал: Это шимми. Как будто вы скачете на одной из тех штук. В 08:28:49 командир дал команду на подъём, самолёт оторвался от ВПП и начал набор высоты. В этот момент многие свидетели на земле увидели под самолётом пламя, которое исчезло внутри после уборки шасси. Диспетчер аэропорта пламени не увидел из-за большой удалённости вышки (около 1100 метров) от взлётной полосы № 34L.
Через некоторое время бортинженер доложил, что загорелись четыре индикатора низкого давления («LOW-PRESSURE»), ещё через 12 секунд загорелась индикация нарушения герметизации («LOSING PRESSURIZATION»). В течение нескольких минут в кабине стали загораться различные сигналы системы безопасности, в том числе отказа спойлеров, отказа пневмотормоза и падения давления в гидравлической системе. В связи с этим в 08:29:35 командир связался с авиадиспетчером в Джидде.
| КВС | Это Нэйшнэйр два один два ноль, мы хотели бы просто выровняться в двух тысячах футов… если это возможно. У нас возникла небольшая проблема с герметизацией. Я хотел бы просто выровняться на… две тысячи, …футов. |

При вызове диспетчера КВС случайно назвал позывной Nationair 2120 вместо Nigerian 2120, что стало одной из роковых ошибок, так как диспетчер неправильно идентифицировал данный рейс у себя на радаре и принял за него рейс SVA768 авиакомпании Saudi Arabian Airlines, который возвращался в Джидду.
| Авиадиспетчер | Снижайтесь до трёх тысяч футов, три тысячи футов, курс один три ноль [130].                             |
| КВС           | Хорошо. Курс один три ноль и… вы хотите, чтобы мы поднялись на три тысячи футов?                        |
| Авиадиспетчер | Направление один два ноль. Курс один два ноль.                                                          |
| КВС           | Хорошо. Один шесть ноль, и мы теряем гидравлику, сэр. Мы хотим, …необходимо вернуться и сесть в Джидде. |
| Авиадиспетчер | Подтвердите, Нигерия два один два ноль… покидание этой области…                                         |
| КВС           | Хорошо, сэр… у нас возникли… проблемы. Занимаем три тысячи футов, меняем направление.                   |

Диспетчер думал, что работает с саудовским рейсом, тогда как экипаж нигерийского рейса продолжал выполнять его команды, не обратив внимание, что те были даны без указания позывных.
К этому времени в салоне уже стоял резкий запах гари, а бортпроводники обнаружили, что пол в задней части салона нагрелся. Вскоре дым стал просачиваться в салон. Несмотря на проблемы с гидросистемой, экипаж смог поднять и выровнять самолёт на высоте 914 метров, после чего командир связался с авиадиспетчером и доложил, что они возвращаются в аэропорт; в этот момент его прервал второй пилот и заявил, что они объявляют чрезвычайную ситуацию. Примерно в это же время в кабину экипажа вошла стюардесса и доложила, что в салоне задымление, на что командир велел ей предупредить пассажиров, что самолёт возвращается в аэропорт. Через несколько секунд второй пилот прокричал: У меня нет элеронов. В ответ КВС ответил: Так, погодите, есть…. Через несколько секунд (в 08:33:33) запись бортовых самописцев оборвалась, так как пожар под салоном разрушил провода.
Лайнер в это время находился примерно в 18 километрах от аэропорта Джидды и на высоте около 671 метра над землёй, когда огонь прожёг фюзеляж и пол салона, в результате чего первые тела пассажиров начали выпадать из самолёта. Авиадиспетчер только в этот момент понял, какой рейс на самом деле объявил чрезвычайное положение, и тут же дал рейсу WT2120 прямой заход на любую ВПП. В самом самолёте уже бушевал пожар, отдельные пассажиры попытались открыть двери аварийных выходов, но на высокой скорости сделать это было невозможно. Несмотря на значительные повреждения самолёта (как наружные, так и внутренние), экипаж, вероятно, ещё имел возможность управлять лайнером. Примерно в 08:36, когда рейс 2120 был в 16 километрах к югу от аэропорта, командир связался с вышкой и уже в третий раз объявил чрезвычайную ситуацию: Нигерия два один два ноль объявляет чрезвычайную ситуацию, мы в огне, мы в огне, мы садимся на базу немедленно! (англ. Nigeria two-one-two-zero declaring an emergency, we are on fire, we are on fire, we are returning to base immediately!). Из-за отказа оборудования пилоты поняли, что самолёт разобьётся, поэтому командир, чтобы хоть как-то смягчить удар, выпустил шасси. По свидетельствам очевидцев, объятый пламенем лайнер внезапно клюнул носом вниз и в 08:38 под углом 70° врезался в землю и взорвался, не долетев до ВПП 2875 метров.
Рейс WT2120 разрушился на мелкие обломки на участке длиной около 600 метров. Из-за жары в 31 °C и сильного пожара на месте катастрофы идентификация погибших была значительно затруднена; в частности, из 14 членов экипажа были опознаны лишь 9. Отдельные обгоревшие тела были найдены в 16 километрах от аэропорта, что свидетельствовало о том, что самолёт начал разрушаться за несколько минут до падения. В катастрофе погибли все находившиеся на борту лайнера 247 пассажиров и 14 членов экипажа.
На 2024 год это вторая по масштабам авиакатастрофа в истории Саудовской Аравии (после катастрофы L-1011 в Эр-Рияде, 301 погибший). Также это крупнейшая авиакатастрофа в истории самолёта Douglas DC-8, авиакомпаний Nationair и Nigeria Airways, и канадской гражданской авиации.

## Расшифровка переговоров
Запись переговоров с момента получения разрешения на взлёт и до обрыва записи в 08:33:33.
Сокращения:
- КВС: Командир воздушного судна — Уильям Алан
- 2П: Второй пилот — Кент Дэвидж
- БИ: Бортинженер — Виктор Фер
- БП — бортпроводник
- ДИ: Диспетчер
- Э: Кто-то из экипажа
- Внешняя связь: переговоры с диспетчером
- (нрзб) — неразборчиво

| Время    |                                                                                            | Оригинал | Перевод |
| -------- | ------------------------------------------------------------------------------------------ | --- | --- |
|          | КВС                                                                                        | OK, you have control. | Хорошо, передаю управление. |
|          | 2П                                                                                         | I have control. | Управление взял. |
|          | Возрастающий шум двигателей                                                                | | |
|          | КВС                                                                                        | Stable. | Стабильно. |
| 08:27:58 | 2П                                                                                         | Brakes released. | Тормоза отпущены. |
|          | Шум увеличивающих мощность двигателей                                                      | | |
|          | 2П                                                                                         | Set max thrust. | Ставлю тягу на максимум. |
|          | КВС                                                                                        | Max thrust. | Тяга на максимуме. |
| 08:28:13 | Колеблющийся звук, длящийся несколько секунд                                               | Колеблющийся звук, длящийся несколько секунд | Колеблющийся звук, длящийся несколько секунд |
|          | Э                                                                                          | What’s that? | Что это? |
|          | 2П                                                                                         | We got a flat tire, you figure? | Полагаете, у нас спустило колесо? |
|          | КВС                                                                                        | You’re not leaning on the brakes, eh? | Вы не давите на тормоза, а? |
|          | 2П                                                                                         | No, I’m not. I got my feet on the bottom of the rudder. | Да нет же. У меня ноги на нижней части педалей для руля направления. |
| 08:28:26 | КВС                                                                                        | Eighty knots. Ninety knots now. | Восемьдесят узлов. Теперь девяносто узлов. |
|          | 2П                                                                                         | Ninety now, check. | Девяносто, подтверждаю. |
| 08:28:13 | Появляется неустойчивый колеблющийся звук, отличавшийся от услышанного ранее               | Появляется неустойчивый колеблющийся звук, отличавшийся от услышанного ранее | Появляется неустойчивый колеблющийся звук, отличавшийся от услышанного ранее |
|          | БИ                                                                                         | Sort of a shimmy, like if you’re riding on one of those, ah, thingamajigs. | Это шимми, как будто вы скачете на одной из тех штук. |
|          | КВС                                                                                        | V one | V один. |
| 08:28:49 | КВС                                                                                        | Rotate | Подъём. |
|          | КВС                                                                                        | Positive rate. | Устойчивый набор. |
|          | 2П                                                                                         | Gear up. | Убираю шасси. |
|          | ДИ                                                                                         | Two-one-two-zero, one-two-nine-two, Jedda radar, good day! | Два один два ноль, один два девять два, Джидда-радар, хорошего дня! |
|          | Проходит 1 минута 15 секунд                                                                | | |
|          | БИ                                                                                         | You’ve got four low-pressure lights. | Загорелись четыре индикатора низкого давления. |
|          | КВС                                                                                        | What have we got? | Что у нас? |
|          | БИ                                                                                         | You’ve got four low-pressure lights. | У нас горят четыре индикатора низкого давления. |
|          | КВС                                                                                        | Yeah. | Ясно. |
|          | КВС                                                                                        | Flaps up. | Закрылки вверх. |
|          | БИ                                                                                         | We might be losing pressurization. | У нас похоже потеря давления. |
|          | Э                                                                                          | OK, it’s not press… | Хорошо, но это не давление… |
|          | БИ                                                                                         | Uncontrolled. Pressurization is uncontrolled. | Нет контроля. Нет контроля за наддувом. |
|          | КВС                                                                                        | Level off. | Выравниваемся. |
|          | 2П                                                                                         | OK. | Хорошо. |
| 08:29:35 | КВС (внешняя связь)                                                                        | Ah… Nationair two-one-two-zero, we’d like to just level off at two thousand feet, ah… if that’s OK, we’re having a slight pressurization problem. I’d just like to level off at, ah… two thousand, ah… feet. | Э… Нэйшнэйр два один два ноль, мы хотели бы просто выровняться в двух тысячах футов, э… если это возможно. У нас возникла небольшая проблема с герметизацией. Я хотел бы просто выровняться на, э… две тысячи, э… футов. |
|          | 2П                                                                                         | I’ve got a spoiler light.Left. | У меня индикация интерцепторов. Левые. |
|          | ДИ                                                                                         | Descend three thousand feet, three thousand feet, fly heading one-three-zero. | Снижайтесь до трёх тысяч футов, три тысячи футов, курс один три ноль. |
|          | БИ                                                                                         | Gear unsafe light. | Шасси не фиксировано. |
|          | КВС                                                                                        | OK. | Хорошо. |
|          | КВС (внешняя связь)                                                                        | OK. Heading one-three-zero and ah… understand you want us up to three thousand feet? | Хорошо. Курс один три ноль и, э… вы хотите, чтобы мы поднялись на три тысячи футов? |
|          | БИ                                                                                         | OK, I thought I blew a tire. | Хорошо, я думаю, что, наверно, взорвалась шина. |
|          | КВС                                                                                        | Flaps up. | Закрылки убрать. |
|          | ДИ                                                                                         | Heading one-two-zero, heading one-two-zero. | Направление один два ноль. Курс один два ноль. |
|          | КВС (внешняя связь)                                                                        | OK. One-six (!!!) zero, and we’re losing our hydraulics, sir. We’re going to, ah… need to come back to Jedda to land.                                                                                        | Хорошо. Один шесть ноль, и мы теряем гидравлику, сэр. Нам надо, э… необходимо вернуться и сесть в Джидде. |
|          | ДИ                                                                                         | Confirm Nigerian two-one-two-zero… descend in this area… | Подтвердите, Нигерия два один два ноль… снижение в этой области… |
|          | Э                                                                                          | The airbrake thing just broke! | Отказ пневмотормоза! |
|          | БИ                                                                                         | We got a flaps-slot light. | У нас горит индикация закрылков. |
|          | КВС (внешняя связь)                                                                        | OK, sir, ah… we have, ah… a problem, we’re levelling at three thousand feet here right at the moment. | Хорошо, сэр э… у нас возникли, э… проблемы, выравниваемся на трех тысячах футов, прямо сейчас. |
|          | КВС                                                                                        | Level off right now, right now level off! | Выравнивай прямо сейчас, прямо сейчас выравнивай! |
|          | 2П                                                                                         | We’re at level three. | Мы на высоте три. |
|          | 2П                                                                                         | Climb thrust. | Установить двигателям режим набора высоты. |
|          | КВС (внешняя связь)                                                                        | OK, Leveling at three thousand feet and if you could give us a heading back toward the, ah… runway. | Хорошо, выровнялись на три тысячи футов, и дайте нам курс назад на, э… взлётную полосу. |
|          | 2П                                                                                         | OK. Your pump pressure’s, ah, OK, Vic. | Хорошо. Давление в двигателях в норме, э, хорошо, Вик. |
|          | БИ                                                                                         | All the pumps are going. | Все насосы работают. |
|          | Появляется гул, который с различной частотой и интенсивностью будет слышен до конца записи | | |
|          | Э                                                                                          | OK, folks. We got an unlock light… we’re going re… | Хорошо, ребята. У нас загорелось табло замков шасси… мы будем повторять… |
|          | КВС                                                                                        | Yeah, we’re going back, we’ve got blown tires… and we got a hydraulic problem, OK. | Да, мы возвращаемся. У нас взорвалась шина… и возникли проблемы с гидравликой, хорошо. |
|          | БП                                                                                         | (нрзб) | (нрзб) |
|          | КВС                                                                                        | Yeah, just tell them we’ll be returning to, ah, Jedda. | Ясно, скажите им, что мы возвращаемся в Джидду. |
|          | Раздаётся резкий гудящий звук                                                              | | |
|          | КВС                                                                                        | OK. Let’s, ah, get squared away and see what we’ve got here. | Хорошо. Давайте, э, разберёмся и посмотрим, что тут у нас. |
|          | Слышен треск                                                                               | | |
|          | БП                                                                                         | (нрзб.) | (нрзб.) |
|          | КВС                                                                                        | Just tell them we have a problem and we’re gonna be returning, OK? | Просто скажите им, что у нас проблемы и мы возвращаемся, хорошо? |
|          | Э                                                                                          | OK, what I’ve got is a slot-flap light… lost all hydraulics… | Хорошо, у меня горит индикация открывшихся створок шасси… а также пропала гидравлика… |
|          | Э                                                                                          | I’ve got no ailerons! | У меня нет элеронов! |
|          | КВС                                                                                        | OK, hang on, I’ve got it… | Так, погодите, есть… |
| 08:33:33 | Запись обрывается                                                                          | Запись обрывается | Запись обрывается |

## Расследование
Комиссией были сделаны следующие выводы:
1. Структурная схема развёртывания труда команды была плохо организована и носила разрозненный характер.
2. Имеющийся обслуживающий персонал не был квалифицирован или допущен для выполнения работ по подготовке самолётов к полётам.
3. Выпуск самолётов к рейсу проводился инженерами, не имевшими соответствующей практики, а их основная функция заключалась в эксплуатации самолёта в качестве членов лётного экипажа.
4. Непригодный к полёту самолёт был подписан как пригодный инженером, который не принимал участия в подготовительных работах.
5. Давление в шинах №2 и №4 было ниже уровня, минимально необходимого для полётов. В других шинах давление, вероятно, также было ниже минимального.
6. Обслуживающий персонал был осведомлён о низком давлении в шинах, но не устранил неисправности.
7. Механик изменил только отчёт о фактическом низком давлении, измеренном авиационным специалистом 7 июля, за 4 дня до катастрофы.
8. Нет никаких доказательств, что давление в шинах было проверено с помощью специального манометра после 7 июля.
9. Главному механику было известно о низком давлении в шинах.
10. Лица, которые знали о низком давлении, имели недостаточные знания об опасности при работе шин, имевших низкое давление.
11. Проектный менеджер знал о низком давлении в шинах, но не имел квалификации, чтобы оценить его значение.
12. Проектный менеджер отвечал за график самолёта и график полётов и предписал отправку самолёта без обслуживания шин.
13. Главный механик, который был осведомлён о требованиях и просил азот для обслуживания шин, не отменил решение руководителя проекта.
14. Нет никаких свидетельств того, что данный экипаж был проинформирован о низком давлении в шинах.
15. Самолёт вылетел из аэропорта в непригодном для полётов состоянии.
16. При разгоне по взлётно-посадочной полосе нагрузка от недокачанной шины №2 передалась на расположенную с ней на одной оси шину №1, в результате чего из-за перекоса, перегрева и чрезмерной нагрузки структура оболочки шины №1 была ослаблена.
17. Из-за значительной деформации и ослабления структуры шина №1 лопнула почти в самом начале старта.
18. Передача нагрузки с лопнувшей шины №1 на недокачанную шину №2 привела к тому, что из-за сильного прогиба и перегрева шина №2 также лопнула.
19. Точная причина, почему колесо №2 перестало вращаться, не установлена. Трение колеса и элементов тормозной системы о взлётно-посадочную полосу создало достаточно тепла, чтобы нагреть остатки шины выше температуры возгорания. В результате остатки резиновой оболочки воспламенились.
20. Шины №1 и №2 были значительно повреждены, и по крайней мере одна часть обода шины №1 ударила по корпусу, врезавшись в левую створку.
21. Экипаж был осведомлён о необычных признаках в начале и в течение разгона лайнера по ВПП, однако командир продолжил взлёт.
22. Самолёт не был оснащён системами предупреждения, которые бы обеспечили экипаж адекватной информацией, на основании которой тот бы принял решение прекратить взлёт из-за лопнувших шин.
23. Командир не получил достаточно оснований для прерывания взлёта.
24. Экипаж убрал шасси, действуя в соответствии с установленными компанией правилами, в результате чего загоревшиеся остатки резины оказались в непосредственной близости с гидравлическими и электрическими системами.
25. Доказано, что колесо подожгло соседние колёса, гидравлические жидкости, магниевые сплавы и топливо. Топливо воспламенилось в результате прожига центрального топливного бака.
26. Огонь в шинном отсеке усилился и стал распространяться. Пол салона был разрушен, а системы управления разорваны.
27. Топливо увеличило интенсивность огня, пока незадолго до падения структурная целостность планера не была нарушена.
28. Вопросы по обслуживанию и работе шин недостаточно рассматриваются при обучении и квалификации лётных экипажей и технического персонала.
29. Инструкции эксплуатанта воздушного судна недостаточно отражали информацию о недостаточном давлении в шинах по сравнению с инструкциями по обслуживанию от авиастроителей.
30. Инструкции технического обслуживания и документации по эксплуатации для DC-8 не содержат достаточной информации для надлежащего обслуживания и эксплуатации авиационных шин.

## Последствия катастрофы
Катастрофа рейса WT2120 стала одной из причин прекращения деятельности авиакомпании Nationair, которая в мае 1993 года объявила себя банкротом, задолжав кредиторам приблизительно $ 75 000 000. В 1997 году Роберт Обадиа (англ. Robert Obadia), владелец Nationair и её материнской авиакомпании Nolisair, признал свою вину в восьми пунктах судебного иска по обвинению в мошенничестве в отношении деятельности авиакомпании.

## Память
Памяти рейса 2120 посвящён мемориал, установленный в главном административном здании международного аэропорта Торонто.

## Культурные аспекты
Катастрофа рейса 2120 показана в 11 сезоне канадского документального телесериала Расследования авиакатастроф в серии Ад в пустыне.

### Комментарии
1. ↑  Здесь и далее указано Всемирное координированное время — UTC